# Robert Pirès
Roberto Emmanuel Pirès, mais conhecido como Robert Pirès, (Reims, 29 de outubro de 1973), é um ex-futebolista francês que atuava como meia, filho de pai português e de mãe espanhola. Na carreira jogou 803 partidas, e marcou 180 gols. Não fez muitos gols na carreira porque preferia dar o passe, tinha um passe extraordinário, deu muitas assistências na carreira.

## Carreira

### Metz
Iniciou sua carreira profissional no FC Metz jogando como meia, em 1993 atuando até 1998.

### Marseille
Se transferiu para o Marseille em 1998, permanecendo até 2000.

### Arsenal
Chegou ao Arsenal, no ano 2000. Ficou notório por fazer muitos gols de fora da área e ter um passe preciso. Foi ídolo no Arsenal FC onde fazia belas jogadas com Thierry Henry.

### Villarreal
Em 2006 transferiu-se do Arsenal FC para o Villarreal CF.

## Seleção
Sempre quis representar Portugal, mas nunca chegou a ser convocado, optando depois pela Seleção Francesa.
Ele representou a Seleção Francesa de Futebol nas Olimpíadas de 1996.
Depois dos jogos olímpicos, ingressou na seleção principal, para a disputa da Copa do Mundo de 1998.

## Vida familiar
É pai de dois filhos: Naya e Theo com Jessica Lemarie.

## Títulos
Metz
- Copa da Liga Francesa: 1995–96

Arsenal
- Premier League: 2001–02 e 2003–04[2]
- FA Cup: 2001–02, 2002–03 e 2004–05
- FA Community Shield: 2002 e 2004

Seleção Francesa
- Copa do Mundo FIFA: 1998
- Eurocopa: 2000
- Copa das Confederações FIFA: 2001 e 2003

### Prêmios Individuais
- Jovem Jogador do Ano da Ligue 1: 1995–96
- Bola de Ouro da Copa das Confederações FIFA: 2001
- Futebolista Inglês do Ano pela FWA: 2001–02
- Equipe do Ano da PFA: Premier League de 2000-01, 2001-02, 2002-03 e 2003-04
- Jogador da Premier League do Mês: Fevereiro de 2003
- Artilheiro da Copa das Confederações FIFA: 2001
- Maior assistente da Premier League: 2001–02
- FIFA 100